# عمامة المسلمين

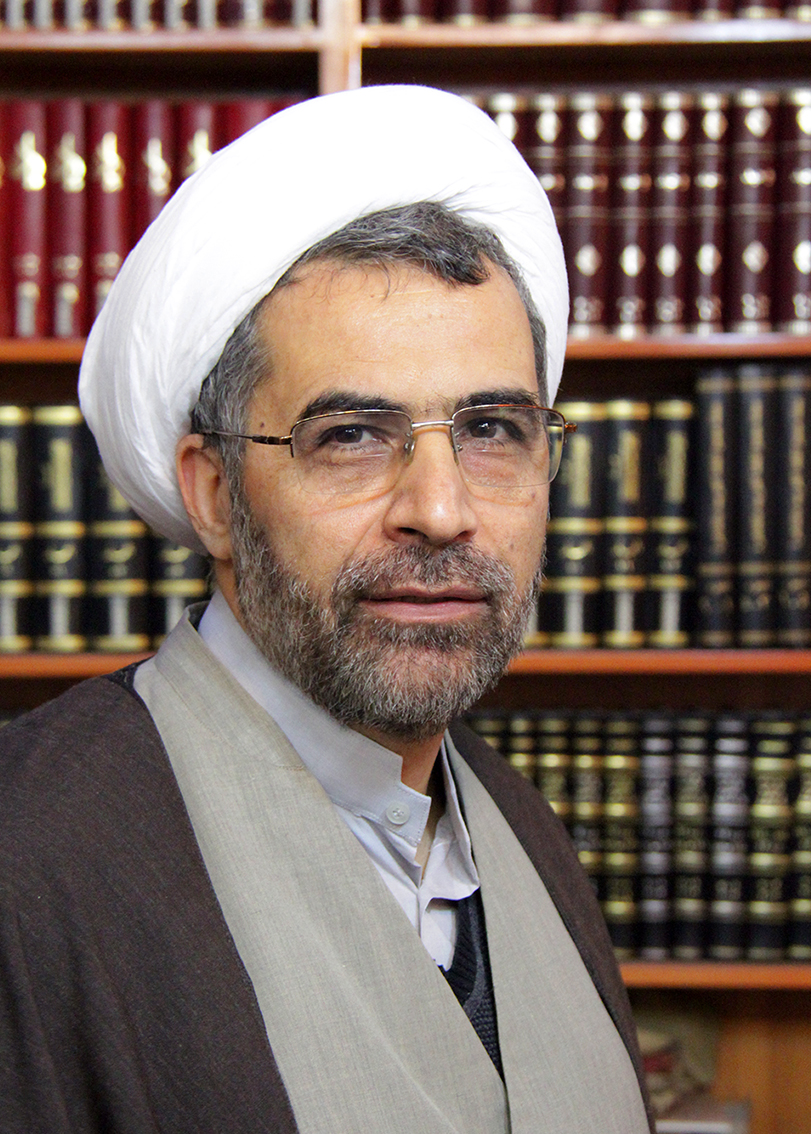
رسول جعفريان مع عمامة.

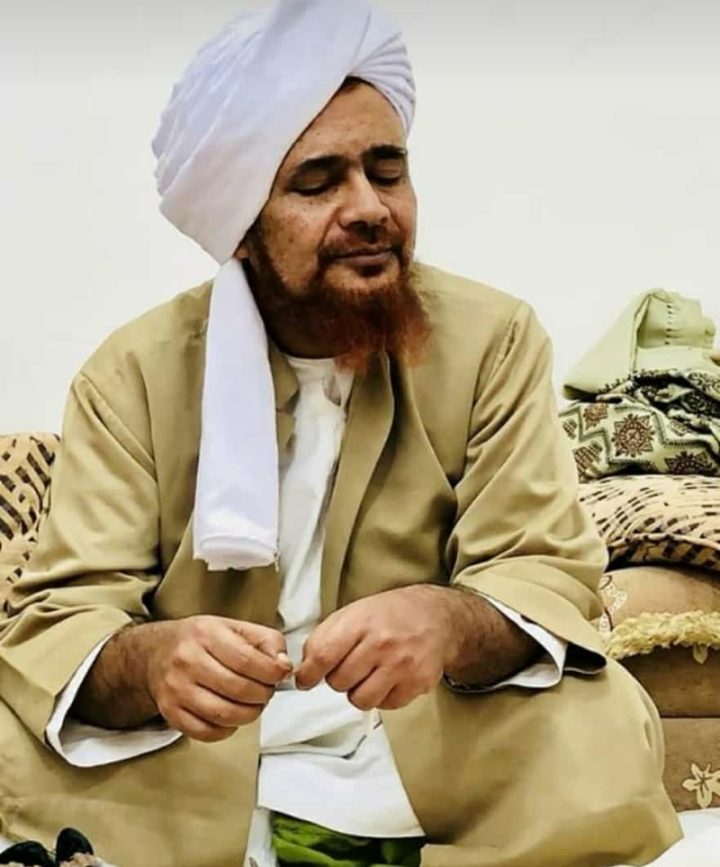
الحبيب عمر بن حفيظ يلبس الإمامة.

عمامة المسلمين هي نوع من العمامة للرجال. وهي ذات أهمية رمزية للمسلمين. وهي شائعة بشكل خاص في إيران وأفغانستان واليمن، وكذلك شمال أفريقيا.
يتكون غطاء الرأس الإسلامي عادةً من جزأين. الجزء الأول هو الغطاء الصلب المعروف بالطاقية. والجزء الثاني هو القماش الخارجي المعروف بالعمامة. ويوصي بعض العلماء الرجال المسلمين بارتدائهما معًا، أو عدم ارتداء أي منهما على الإطلاق، كوسيلة للتمييز بين الرجال المسلمين والرجال غير المسلمين.

رجل يرتدي كوفية على شكل عمامة.

## الحديث
وقد ورد ذكر لبس العمامة في الأحاديث.
ذكر أبو داود في سننه أن النبي محمد قال: «فرق ما بيننا وبين المشركين العمائم على القلانس»، وهو حديث مُضعف.
كما أن الرجال المسلمين مأمورون، حسب الحديث، باتباع نمط محدد من لف العمامة، مع تعليق الطول الزائد خلف مؤخرة الرقبة. "الأسلوب الأفضل والأكثر أصالة هو السماح للطرف السائب بالتعليق من الخلف بين لوحي الكتف".
ورُوي أيضًا أن النبي محمد قال: «عليكم بالعمائم فإنها سيماء الملائكة وأرخوها خلف ظهوركم» [الطبراني الكبير عن ابن عمر، والبيهقي شعب الإيمان].
ورُوي أيضًا أن النبي محمد قال: «العمائم تيجان العرب فإذا وضعوا العمائم وضع الله عزهم» [البيهقي، شعب الإيمان، عن أسامة بن عمير ].
لا يُطلب من الرجال المسلمين ارتداء الإمامة أثناء الصلاة، على الرغم من تفضيل القيام بذلك. إن لبس العمامة الكاملة من السنة.
تشير بعض الأحاديث إلى أنه من الأفضل أن يرتدي الرجال المسلمون العاديون عمامة ذات حجم عادي، في حين يجب على العلماء ارتداء عمامة أكبر لتمييز أنفسهم بصريًا. "وفي القنية: «إن طول العمامة واتساع الثياب حسن للعلماء الذين هم علامات الهدى دون سائر الناس» [زاد مجمع الأنهر] 

## العمامة عند الشيعة
يرتدي الشيعة (وتحديدًا شيوخهم) العمائم اقتداءً بالنبي محمد ويرتدوها بلونين:
1. السوداء: وذلك لحديث ابن عباس «رأيت رسول الله مُعتمًّا بعمامةٍ سوداء»؛ وعليه فهذه اختصَّت بمن يصل نسبه للنبي محمد، وذلك لإحياء سنة النبي محمد في الحديث.
2. البيضاء: وذلك للحديث «البَسوا الثِّيابَ البِيضَ فإنَّها أطهَرُ وأطيَبُ وكفِّنوا فيها موتاكم»؛ وهذه لكل المسلمين.

## طالع أيضًا
- جلابية